# Parectopa lithocolletina
Parectopa lithocolletina là một loài bướm đêm thuộc họ Gracillariidae. Loài này có ở Colombia.